# Американский землеройковый крот
Американский землеройковый крот (лат. Neurotrichus gibbsii) — насекомоядное млекопитающее семейства кротовых, единственный вид рода Neurotrichus. Видовое латинское название дано в честь Джорджа Гиббса (1815—1873).
Вид распространён в Канаде (Британская Колумбия) и США (Калифорния, Орегон, Вашингтон). Их среда обитания расположена от уровня моря до 2500 метров над уровнем моря. Живёт в сырых местах обитания с мягким грунтом.
Мех густой и мягкий. Цвет варьирует от тёмно-серого до иссиня-чёрного. Хвост составляет примерно половину длины тела. Животное 10 см в длину, включая 3 см хвост и весит около 10 грамм. Имеет удлиненную морду, глаза очень маленькие. Передние лапы лишь немного расширены и менее пригодны для рытья, чем у других кротовых.

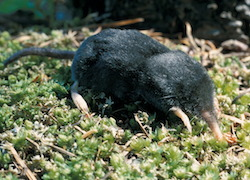

Потребляет дождевых червей, насекомых, улиток и слизней. Кроме того, ест семена растений, грибы и лишайники. Активен в течение всего года. Эти животные могут хорошо плавать и взбираться по кустам. Они ведут как дневной, так и ночной образ жизни и живут в небольших группах.
Спаривание может происходить практически в течение всего года, но имеет пик с начала марта до середины мая. Может быть несколько помётов в год. Рождается от 1 до 4 детёнышей.